# تیم ملی والیبال مردان بولیوی
تیم ملی والیبال مردان بولیوی تیم ملی والیبال مردان کشور بولیوی است.